# Stenabäcktjärnarna
Stenabäcktjärnarna är en sjö i Norsjö kommun i Västerbotten och ingår i Umeälvens huvudavrinningsområde.